# 圣母无原罪圣殿 (八打雁市)
圣母无原罪圣殿 (英语：Minor Basilica of the Immaculate Conception；西班牙语: Basílica Menor de la Inmaculada Concepción)是一座罗马天主教宗座圣殿，位于菲律宾八打雁省八打雁市。

## 历史
该堂在1614年成为独立的圣母无原罪堂区，但次年被蔓延全城的大火烧毁 。1686年，建造了石砌的新教堂。1851年拆除旧堂，在原址建造新堂。1863年地震后于1884年修复。1942年地震后于1946年修复。 2017年八打雁地震后该堂临时关闭。
1945年2月13日，该堂升格为宗座圣殿。